# Accademia italiana di scienze forestali
L'Accademia italiana di scienze forestali è un ente morale senza scopo di lucro che ha il compito promuovere e valorizzare le scienze forestali e le loro applicazioni alla selvicoltura e ai connessi problemi di tutela dell'ambiente. Ha sede a Firenze, in via San Domenico, 2.

## Storia
L'Accademia italiana di scienze forestali è stata fondata il 21 giugno 1951, per merito di alcuni cultori delle scienze forestali, fra i quali Generoso Patrone, Aldo Pavari, Cesare Sibilia, Romualdo Trifone. Alla stesura dell'atto costitutivo erano presenti l'allora Ministro dell'agricoltura e delle foreste Amintore Fanfani e il direttore generale delle Foreste Giulio Sacchi.
Il 25 luglio 1951, con decreto del presidente della Repubblica n. 4586, l'Accademia è stata eretta in ente morale. La sua prima sede è stata la Facoltà agraria e forestale dell'Università degli Studi di Firenze; in seguito ha trovato collocazione nei locali di Villa Favorita, uno storico edificio posto alla base della collina di Fiesole, di proprietà dell'ex Azienda di Stato delle foreste demaniali di Vallombrosa.
I fondatori nominarono presidente della neonata Accademia Generoso Patrone, che ha svolto l'incarico fino alla sua morte, avvenuta nel 1980. Successivamente la presidenza è stata affidata prima ad Alessandro de Philippis, deceduto nel 2002, e poi a Fiorenzo Mancini, che ha ricoperto l'ufficio sino al 2009. L'attuale presidente dell'Istituzione è Orazio Ciancio.
I soci dell'accademia sono suddivisi in quattro categorie (emeriti, onorari, ordinari e corrispondenti) e sono scelti per la loro opera e fama nel campo degli studi e dell'attività forestale. Le designazioni per la loro nomina sono proposte dal consiglio accademico e vengono poi sottoposte all'approvazione dell'assemblea dei soci ordinari, gli unici che abbiano diritto di voto.
Attualmente l'Accademia comprende circa 400 membri accademici, di cui 70 soci ordinari.

## Attività
L'Accademia svolge una serie di attività di carattere scientifico e culturale nel campo delle scienze forestali: promuove studi, ricerche ed esperienze sui problemi tecnici, economici e giuridici concernenti la selvicoltura e la tutela dell'ambiente; organizza convegni per la trattazione di tali problemi nel quadro dell'economia nazionale; organizza corsi di lezioni e letture, tenuti da accademici o da altre persone invitate  dal consiglio accademico; organizza e favorisce l'iniziativa di mostre ed esposizioni forestali; istituisce centri o corsi di qualificazione, osservatori, laboratori e commissioni di studio; pubblica atti accademici, studi, inchieste, monografie, raccolte di opere e riviste di carattere tecnico-scientifico; istituisce collegamenti, nello svolgimento del proprio lavoro, con Istituti affini nazionali ed esteri; amministra fondazioni, contributi e fondi destinati a premi e a lavori di carattere scientifico o per l'attuazione di determinati studi; raccoglie nella propria biblioteca, a disposizione degli studiosi e dei tecnici, pubblicazioni italiane ed estere riguardanti le scienze forestali; attua ogni altra attività o iniziativa volta a conseguire i fini istituzionali.
Negli ultimi anni numerosi sono stati gli studi effettuati per enti sia pubblici sia privati. Essi hanno spaziato da un ambito locale a un ambito internazionale e le ricerche eseguite sono state fra le più varie, grazie alle molte e diversificate competenze dei Soci che vi hanno partecipato.
L'Accademia raccoglie e pubblica gli atti delle pubbliche adunanze e delle più significative ricerche scientifiche discusse nel corso di ogni anno presso la sua sede negli Annali. Inoltre, pubblica la rivista bimestrale L'Italia Forestale e Montana, che contiene articoli scientifici di interesse generale, note pratiche, lettere al Direttore, opinioni di lettori, notizie di cronaca e recensioni bibliografiche. Nel corso degli anni, l'Accademia ha inoltre pubblicato una serie di atti, rapporti, libri, bollettini, indici e monografie, tra cui si segnalano: Il bosco e l'uomo (1996, a cura di O. Ciancio); Nuove frontiere nella gestione forestale (1999, a cura di O. Ciancio); Il bosco ceduo in Italia (2002, a cura di  O. Ciancio e S. Nocentini); Il bosco ceduo. Selvicoltura, Assestamento, Gestione (2004, a cura di O. Ciancio e S. Nocentini); Botanica e Selvicoltura (2007, a cura di G. Bernetti); Valutazione dei danni da incendi boschivi (2007, a cura di O. Ciancio, P. Corona, M. Marinelli, D. Pettenella); Atti del Terzo Congresso Nazionale di Selvicoltura (2009).

## Biblioteca
L'Accademia ha inoltre una biblioteca che raccoglie lavori scientifici italiani e stranieri nel campo delle scienze forestali e settori affini; conta circa 6000 pubblicazioni monografiche e circa 500 collezioni periodiche fra cessate e correnti, di cui oltre la metà straniere.
Col passare del tempo la biblioteca si è arricchita notevolmente anche grazie a donazioni da parte di coloro che hanno partecipato attivamente alla vita del Sodalizio, come i primi Presidenti Generoso Patrone e Alessandro de Philippis, e i soci Mario Cantiani, Ariberto Merendi, Giulio Vinciguerra, Amerigo Hofmann.
Il materiale bibliografico è per la maggior parte posteriore al 1900. Essa possiede inoltre alcune opere rare, come il Manuale teorico pratico dell'arte forestale di G.C. Siemoni, del 1872, alcuni scritti del Perona della fine dell'800, la collezione della rivista L'Alpe, dal 1904 al 1938, la collezione degli Annali del Regio Istituto Superiore forestale (1914-1938), la Carta forestale d'Italia del 1930, gli atti dei primi congressi forestali risalenti all'inizio del secolo.

## Personaggi dell'Italia forestale oggetto di studio da parte dell'Accademia
- Renzo Agostini, ispettore forestale
- Ernesto Allegri, selvicoltore
- Mario Cantiani, selvicoltore
- Alberto Chiarugi, botanico
- Roberto Corti (botanico)
- Adolfo de Bérenger, ispettore forestale, direttore del Regio Istituto forestale di Vallombrosa
- Manfredi de Horatiis, ispettore forestale
- Alessandro De Philippis, didatta di ecologia forestale e di selvicoltura
- Giuseppe Di Tella, ispettore forestale
- Luigi Fenaroli, scienziato naturalista
- Adriano Fiori, medico, professore di botanica
- Andrea Giacobbe (botanico), membro della Società botanica italiana
- Carlo Giacomelli (ingegnere), ispettore superiore forestale
- Valerio Giacomini, botanico
- Guglielmo Giordano, ingegnere
- Alberto Hofmann, forestale
- Amerigo Hofmann, ingegnere forestale
- Ezio Magini, selvicoltore
- Alessandro Marcello (botanico)
- Ariberto Merendi, forestale
- Pietro Montanari, ispettore forestale
- Giuliano Montelucci, chimico
- Giovanni Negri (botanico), presidente della Società botanica italiana
- Francesco Carlo Palazzo, chimico
- Generoso Patrone, ingegnere
- Aldo Pavari, forestale
- Vittorio Perona, direttore del Regio Istituto forestale di Vallombrosa
- Lionello Petri, fitopatologo
- Giacomo Piccarolo, ispettore forestale
- Francesco Piccioli, ingegnere, direttore del Regio Istituto forestale di Vallombrosa
- Lodovico Piccioli, ispettore forestale
- Giovanni Sala, ispettore forestale
- Antonio Sansone, direttore generale delle foreste e dell'Azienda speciale del Demanio forestale di Stato
- Lorenzo Senni, ispettore forestale
- Arrigo Serpieri, politico
- Romualdo Trifone, docente di legislazione forestale presso l'Istituto superiore forestale di Firenze
- Alessandro Trotter, preside della Facoltà di Agraria dell'Università degli Studi di Napoli Federico II
- Pietro Zangheri, economo della Società botanica italiana
- Livio Zoli ingegnere